# União Pan-Americana de Ginástica
A União Pan-americana de Ginástica (sigla: UPAG), fundada em 1971, na cidade de Cali na Colômbia e formada pelas federações nacionais, é a federação que rege as modalidades de ginástica em todo o continente americano e que responde diretamente à Federação Internacional de Ginástica (sigla: FIG). Seu presidente, até novembro de 2009, era Zorbeira Hernandéz.